# Iglesia de San Carlos Borromeo (Destrehan)
La iglesia de San Carlos Borromeo es una iglesia católica de época de la Luisiana Francesa del siglo XVIII situada en Destrehan, Luisiana, Estados Unidos. Se trata de la segunda parroquia eclesiástica más antigua de la Arquidiócesis de Nueva Orleans.

## Historia

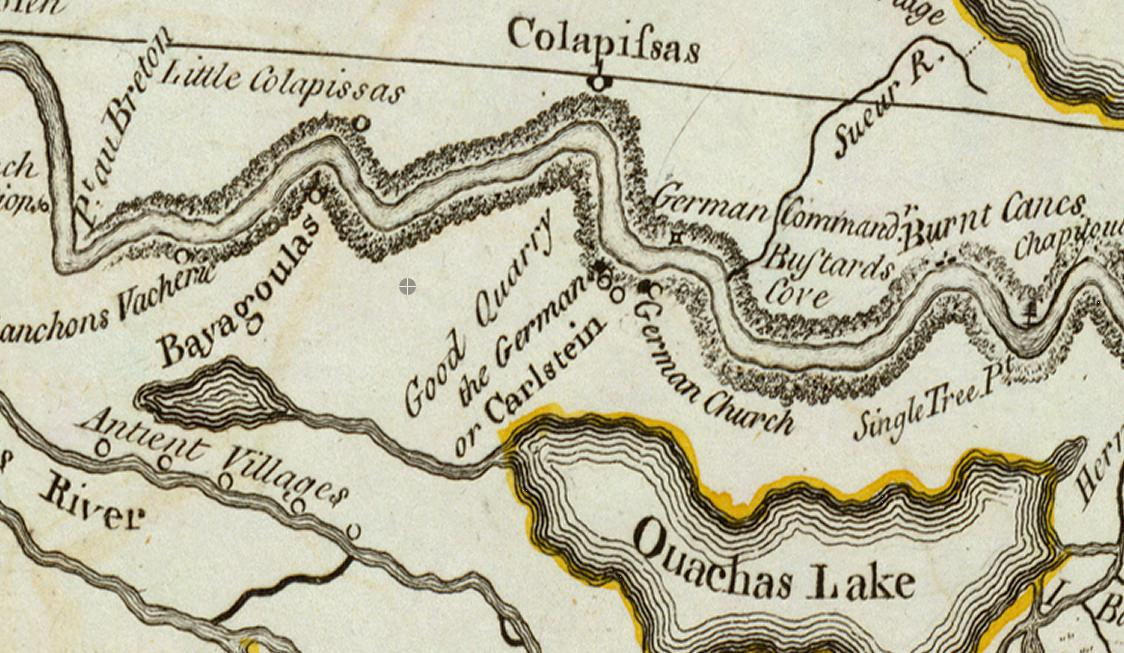
Mapa de la Costa Alemana en época de la Luisiana Española (1775). Carlstein y la Iglesia Alemana están ubicadas en la orilla oeste del río Mississippi.

La construcción de la iglesia de San Carlos Borromeo data de la época de la Luisiana Francesa en la región de Côte des Allemands (Costa Alemana), en la que se establecieron colonos católicos procedentes de Renania y Suiza. La primera capilla fue fundada en 1723 de la parroquia de San Juan de los Alemanes (paroisse de St. Jean des Allemands, en francés) por frailes capuchinos. El lugar elegido fue Karlstein, en las inmediaciones de la actual Taft (Luisiana).En 1740 los frailes trasladaron la parroquia a su ubicación actual, edificando una primera iglesia de casa de troncos bajo la advocación de san Carlos Borromeo.

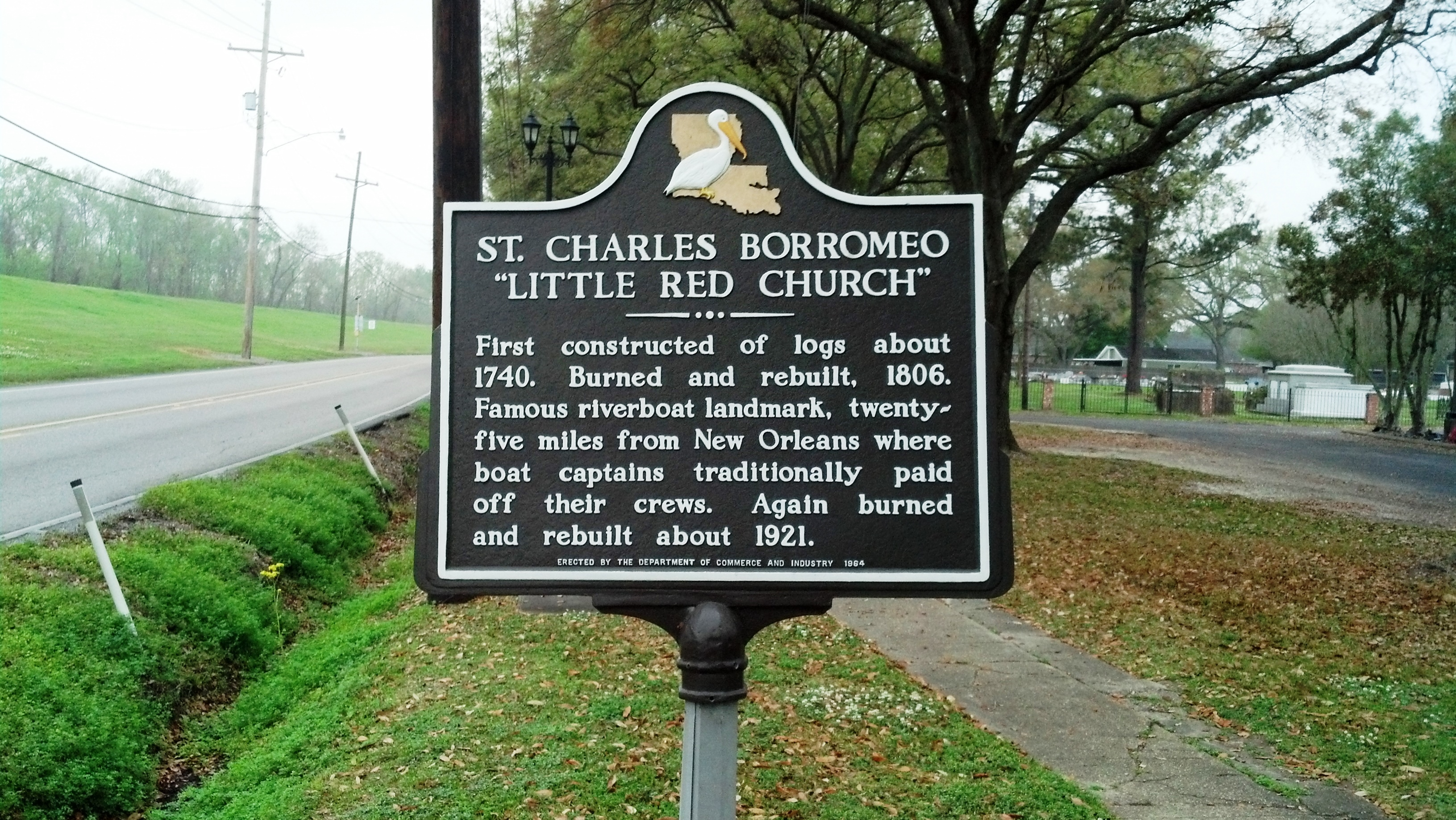
Marcador histórico de la Pequeña Iglesia Roja (1806-1921)

Tras la anexión del Territorio de Luisiana a Estados Unidos (1805) la iglesia se quemó 1806. En su lugar se construyó la Pequeña Iglesia Roja, edificada en madera pintada de ese color. El lugar se convirtió en un punto de referencia para la navegación fluvial, siendo tradicionalmente el punto del río Mississippi donde los capitanes pagaban a sus tripulaciones. En 1877, un incendio destruyó la rectoría, quedando sin sacerdote. A partir de 1890, la iglesia entró en un período de interdicción, perdiendo el apoyo pastoral del arzobispo Francis Janssens.
En 1917 la parroquia fue reestablecida dentro de la arquidiócesis de Nueva Orleans por el arzobispo James Blenk. El edificio actual data de 1921, edificado tras el incendio de la Pequeña Iglesia Roja ese mismo año. Desde 1929 los terrenos de la parroquia albergan una escuela primaria católica, siendo la más antigua de la región situada entre Nueva Orleans y Baton Rouge. Además, en 1948 las hermanas de la congregación de la Inmaculada Concepción establecieron una escuela de secundaria. La escuela fue trasladada en 1978 a LaPlace (Luisiana) convirtiéndose en St. Charles Catholic High School . 

## Descripción
La iglesia actual data de 1922, construida con fachada blanca y techo de teja española. Frente a la iglesia está situada una estatua de San Carlos Borromeo. La piedra del altar de la iglesia reposa sobre un tronco de nogal procedente de Arona, Italia, cuya antigüedad de cuatrocientos años entronca con la época de san Carlos Borromeo en Arona. 
Su cementerio es el cementerio alemán más antiguo del sur de los EE. UU. Destacan las tumbas de Charles Frederick d'Arensbourg, líder de la población de la Costa Alemana, de Jean Noël Destréhan de la familia Destrehan y primer senador estatal por Luisiana, y de los fallecidos en la revuelta de la Costa Alemana (1811).